# Seán Ó Neachtain
Seán Ó Neachtain (* 22. Mai 1947 in Galway) ist ein irischer Politiker (Fianna Fáil).
Ó Neachtain erhielt 1969 seinen Bachelor of Arts. Von 1969 bis 1980 arbeitete er als Lehrer. Seine politische Karriere begann im Galway County Council, dem er von 1991 bis 2002 angehörte. Daneben war er von 1992 bis 2002 Mitglied der West Regional Authority, von 2000 bis 2002 Mitglied der Border, Midland and Western Regional Assembly, sowie von 1979 bis 1991 und von 1999 Mitglied der Údarás na Gaeltachta. In den Jahren von 1991 bis 1996 war Ó Neachtain Vorsitzender der Údarás na Gaeltachta.
2002 rückte Ó Neachtain für seinen Parteikollegen Pat Gallagher in das Europäische Parlament nach. Als Mitglied des Europäischen Parlaments gehört er der Fraktion Union für ein Europa der Nationen an. Nachdem er 2004 erfolgreich wiedergewählt wurde, verzichtete Ó Neachtain 2009 aus gesundheitlichen Gründen auf eine erneute Kandidatur. Auf sein Betreiben hin wurde Irisch 2005 Amtssprache der Europäischen Union.